# Grendon Underwood
Grendon Underwood är en by och en civil parish i Buckinghamshire i England. Orten har 1 625 invånare (2011). Byn nämndes i Domedagsboken (Domesday Book) år 1086, och kallades då Grennedone.